# Skotska renässansen
Skotska renässansen var en huvudsakligen litterär rörelse under början och mitten av 1900-talet som kan ses som den skotska versionen av modernism. Den kallas ibland för den skotska litterära renässansen, men dess inflytande sträckte sig även över andra områden som musik, konst och politik med mera. Rörelsens företrädare tog starka intryck från modern filosofi och teknologi, liksom från skotsk mytologi och Skottlands hotade språk. Dess främsta och mest inflytelserika företrädare var poeten Hugh MacDiarmid.